# Eupithecia lucidior
Eupithecia lucidior là một loài bướm đêm trong họ Geometridae.